# Software DewesoftX
DewesoftX es un software desarrollado por la empresa Dewesoft d.o.o., que se utiliza para aplicaciones de medición científica, grabación de datos de fuentes analógicas y digitales y análisis de datos. El software DewesoftX se entrega con todos los instrumentos de adquisición de datos de Dewesoft.
Dewesoft

## La Historia

### Orígenes
En 2000, Jure Knez de Trbovlje, Eslovenia, era un ingeniero mecánico que trabajaba principalmente en los campos de balanceo del rotor, sonido y vibración. Publicó varios artículos de investigación sobre estos temas, incluido el análisis de señales de medición de mediciones de vibración en turbogeneradores y comportamiento dinámico de la turbina de vapor. También era programador y con frecuencia creaba su propio software para resolver problemas de ingeniería. Durante un proyecto, Knez utilizó hardware de adquisición de datos fabricado por Dewetron GesmbH de Graz, Austria. Dewetron usaba software de adquisición de datos de terceros basado en NI LabVIEW. Junto con el socio comercial Andrej Orozen, también de Trbovlje, Knez estableció la empresa Dewesoft. La empresa formó una asociación estratégica mediante la cual Dewesoft desarrollaría software para hardware producido por Dewetron. Dewetron, que distribuiría el software con sus productos en todo el mundo, puso fin a su dependencia del software de terceros.
Por orden de los fundadores de Dewetron, Franz Degen y Herbert Wernigg, Knez viajó a la oficina de Dewetron en EE. UU. Knez emigró en 2000 para trabajar con el presidente de Dewetron en EE. UU., Grant Maloy Smith, y el ingeniero de aplicaciones de Dewetron, Gerald Zotzeck, para diseñar la primera versión del software. Los tres trabajaron juntos en la sede de la empresa en Charlestown, RI, durante varias semanas, estableciendo la interfaz de usuario y los principios de rendimiento del nuevo software.
Lanzaron la primera versión disponible comercialmente del software de adquisición de datos en 2001, y lo llamaron Dewesoft 5.0. Software fue vendido en los Estados Unidos, Europa y Asia por Dewetron. La Cámara de Comercio de Eslovenia, otorgó a Knez, Smith y Zotzeck un premio a la innovación técnica por el desarrollo de Dewesoft 5.0 en 2000.

## Historial de versiones
En 2002, Dewesoft 5.0, la primera versión disponible comercialmente del software, fue patentada por las oficinas de patentes de Estados Unidos y la Unión Europea. Knez y Smith, con su colega Matija Tuma, escribieron un artículo sobre la evolución de los sistemas de adquisición de datos basados en PC que se publicó en la edición de mayo de Sound & Vibration Magazine.
La Oficina de Patentes ubicada en los EE. UU. publicó dos patentes a Knez que cubren aspectos claves del sistema software Dewesoft.
En 2003 se lanzó Dewesoft 6.0. Esta versión introdujo nuevas funciones para el análisis de energía, telemetría y automotriz. Una de las características más importantes de este software fue interfaz CAN BUS, de modo que los datos digitales se podían leer directamente desde las numerosas unidades de control electrónico de un vehículo. Esta versión también incluyó la grabación de datos de videocámaras sincronizarlos con los datos analógicos y digitales. También se introdujo una interfaz para la tarjeta de telemetría PCM aeroespacial. Se lanzó un conjunto de herramientas de software para analizar la calidad de la energía eléctrica como un complemento de software para la versión 6. La arquitectura también se modificó para admitir fácilmente complementos de software, que podrían ser desarrollados tanto por la empresa como por desarrolladores de software de terceros. Un motor matemático mejorado hizo posible que los usuarios crearan sus propias funciones aritméticas y algebraicas.
En 2008, se lanzó el software de adquisición de datos Dewesoft 7.0. La interfaz gráfica de usuario fue completamente rediseñada para organizar y acomodar mejor los muchos complementos que se habían desarrollado durante los siete años anteriores. Esta fue también la última versión del software que admitía hardware de adquisición de datos de Dewetron y otros terceros.
En 2012 se lanzó DewesoftX. Esta versión admitía exclusivamente el hardware de adquisición de datos de la marca Dewesoft, aunque aún se admitían ciertas interfaces especializadas de terceros. DewesoftX ya no se ofrecía como producto a la venta, sino que simplemente se incluía con todos los sistemas de adquisición Dewesoft.
En 2015 se lanzó DewesoftX 2. El código de esta versión se reescribió usando procesamiento paralelo para ejecutar cálculos y dibujar gráficos más rápido que las versiones anteriores.
En 2017, DewesoftX 3 se lanzó en primera versión de 64 bits.
El 26 de diciembre de 2017, la empresa recibió la patente de EE. UU. 9,853,805 que cubría muchos aspectos importantes del software DewesoftX, incluida la sincronización y la transferencia de datos en búfer.
El 16 de julio de 2019, la empresa recibió la patente estadounidense numeró 10,352,733 que cubría aspectos técnicos claves de la tecnología SuperCounter desarrollada dentro del software DewesoftX.
En diciembre de 2020 se lanzó DewesoftX 2020. Se agregó oficialmente "X" al nombre del producto y "2020" para describir la versión. Las versiones provisionales se enumeran agregando un punto y un número entero después del número, como “DewesoftX 2020.1”.
Gran parte del código Delphi se ha reescrito en el lenguaje de software C ++ para lograr un mayor rendimiento.

## Eventos significativos
En 2003, Dewesoft jugó un papel en el sustituido de los registradores de los papeles obsoletos en el Centro espacial Kennedy de la NASA. Los ingenieros de Dewesoft trabajaron en los espacios de NASA durante este desarrollo, escribiendo interfaces para que el software pudiera interactuar directamente con los datos PCM de la nave espacial y el bus de datos ScramNet de la NASA. Este trabajo se describe en un informe de la NASA.

## Compatibilidad con otro software
Los datos capturados por DewesoftX se pueden exportar a formatos de datos de terceros para su posterior análisis o con fines de archivo. Estos formatos incluyen:
| Nombre de formato               | Tipo de archivo     |
| FlexPro                         | [* .fpd]            |
| Excel®                          | [* .xls]            |
| Diadema                         | [* .dat]            |
| MatLab®                         | [* .mat]            |
| Formato de archivo universal 58 | [* .unv]            |
| FAMOS                           | [* .dat]            |
| Serie de tiempo de Nsoft        | [* .dac]            |
| Archivo de texto                | [* .TXT]            |
| Sony                            | [* .Iniciar sesión] |
| RPC III                         | [* .rsp]            |
| Comtrade                        | [* .cfg]            |
| Gestión de datos técnicos       | [* .tdm]            |
| JSON                            | [* .json]           |
| ASAM MDF4                       | [* .mf4]            |
| S3                              | [* .s3t]            |
| ATI                             | [* .ati]            |
| HDF5                            | [* .h5]             |
| Archivo neutro Dynaworks        | [* .nt]             |
| Archivo de datos estándar (SDF) | [* .dat] [* .sdf]   |
| WFT                             | [* .wft]            |
| Repetición                      | [* .rpl]            |
| Ola                             | [* .wav]            |
| Google Earth                    | [* .kml]            |
| BWF                             | [* .dat]            |